# FC Young Fellows Zürich
Der FC Young Fellows Zürich war ein Fussballklub aus Zürich. Der 1903 gegründete Verein ging nach einer Fusion 1992 mit der 1922 gegründeten SCI Juventus Zurigo im heutigen SC YF Juventus Zürich auf.

## Geschichte
In der Saison 1904/05 nahm der Verein zum ersten Mal an der Meisterschaft in der zweitklassigen Serie B teil und schaffte gleich den Aufstieg in die erstklassige Serie A. Erster grösserer Schritt in das nationale Rampenlicht war die Vizemeisterschaft des Jahres 1907 hinter dem Genfer Servette FC. 1923 konnte der Erfolg wiederholt werden, diesmal hinter dem FC Bern – wenngleich der FC Bern später disqualifiziert wurde.
Im Mai 1924 nahmen die Young Fellows die Sportplatzanlage Förrlibuck in der Förrlibuckstrasse bei der Einmündung der Herdernstrasse, heute hier Duttweilerstrasse genannt, in Betrieb. Die Anlage konnte bis zu 18'000 Zuschauer aufnehmen und wurde mit einer Partie gegen den FC Legnano eröffnet. Der Platz blieb bis 1937 die sportliche Heimat der Young Fellows.
1927 erreichten die Young Fellows den Final des Schweizer Cups 1926/27, den sie am 3. April 1927 gegen den von Dori Kürschner trainierten Lokalrivalen Grasshoppers mit 1:3 verloren.
1933 Gründungsmitglied der Nationalliga, hielten sie sich fast ein halbes Jahrhundert lang, bis 1952, als einziger Verein ausser Servette immer in der höchsten Spielklasse.
Im März 1936 standen vier YF-Spieler beim 0:1 gegen Irland in Dublin in der Nationalmannschaft: Torhüter Gustav Schlegel, Verteidiger Eduard «Edi» Müller, Rechtsaussen Eugen Diebold und Mittelstürmer Alessandro Frigerio. Der legendäre YF-Trainer und frühere ungarische Nationalspieler József «Csibi» Winkler führte die Young Fellows vier Wochen später zum einzigen nationalen Titel von YF, dem Cup-Sieg, durch ein 2:0 über den Servette FC Genève im Zürcher Hardturm-Stadion. 1936 wurde YF zudem erneut Vizemeister, diesmal hinter Lausanne-Sports. 1936 und 1937 nahmen die Young Fellows am Mitropapokal teil. 1936 gingen sie mit Ergebnissen von 0:3 und 2:6 gegen den Phöbus FC aus Budapest regelrecht unter, während sie sich 1937 achtbar schlugen: nach einer 2:1-Auswärtsniederlage und einem 1:0-Heimsieg kam das Erstrundenaus gegen den First Vienna FC erst nach einem 0:2 im Entscheidungsspiel in Zürich.
1936 wurde Gustav Wiederkehr, Teppichhändler und späterer Präsident des Schweizerischen Fussballverbands und der UEFA sowie Vizepräsident der FIFA, Präsident der Young Fellows, eine Position, die er bis 1949 innehatte. Er führte den Verein, der 1931 professionalisiert wurde, was zwar relativ erfolgreich, aber recht kostspielig war, wieder zum Amateurismus zurück. Er setzte sich für die Weiterbildung und den Aufstieg seiner Spieler im Beruf ein, wie das beispielsweise die Nationalspieler Walter Eich und Walter «Wädi» Fink erfuhren. YF hatte im Krieg die grösste Jugendabteilung und stellte die meisten Teams in der Meisterschaft. 
Nach dem ersten Erstligaabstieg 1951/52 entwickelte sich YF zuerst zur Liftmannschaft zwischen Nationalliga A und B. 1971 erfolgte erstmals der Abstieg in die Drittklassigkeit. Nach einem letzten Aufstieg in die Nationalliga A 1976/77 mit dem sofortigen Abstieg in die Nationalliga B 1977/78 und in die drittklassige 1. Liga 1978/79 blieb der Verein bis zur Fusion mit dem FC Young Fellows drittklassig.
1933 spielten bei den Young Fellows mit dem Schwarzen Wunder Fausto dos Santos und Fernando Giudicelli zwei brasilianische Weltmeisterschaftsteilnehmer von 1930 sowie 1957/58 als ungarischer Flüchtling der amtierende Torschützenkönig der Weltmeisterschaft 1954 Sándor Kocsis, der bei YF in 11 Spielen 7 Tore erzielte, ehe er nach Barcelona umzog. Zwischen 1951 und 1953 war der deutsche Weltmeisterschaftsteilnehmer Edmund Conen Spieler-Trainer beim Verein. In der Hinrunde der Saison 1961/62 besserte der vom FC Bayern gekommene Weltmeister von 1954 Karl Mai seine Pensionskasse bei den damals vom ebenfalls von den Bayern gekommenen Österreicher Adolf Patek trainierten Young Fellows noch etwas auf. Nachfolger Pateks nach dem Abstieg 1963 wurde dann der Jugoslawe Vujadin Boškov Spieler-Trainer.

## Ligazugehörigkeit
- 1903–1904: Serie B
- 1904–1952: Serie A/1. Liga/Nationalliga
- 1952–1956: Nationalliga B
- 1956–1959: Nationalliga A
- 1959–1960: Nationalliga B
- 1960–1963: Nationalliga A
- 1963–1944: Nationalliga B
- 1965–1968: Nationalliga A
- 1968–1971: Nationalliga B
- 1971–1972: 1. Liga
- 1972–1974: Nationalliga B
- 1974–1975: 1. Liga
- 1975–1977: Nationalliga B
- 1977–1978: Nationalliga A
- 1978–1979: Nationalliga B
- 1979–2004: 1. Liga

## Bekannte Spieler
Albert Schmid (* 1881) wurde im Februar 1912 bei der 1:4-Niederlage der Schweiz gegen Frankreich im Stade de Paris der erste Nationalspieler der Young Fellows. Karl Meyer, Albert Leiber und Hans Ruffle wurden 1920 bzw. 1922 und 1923 die nächsten. Hermann Kehrli folgte 1926, Kaspar Waldis 1928 und Karl Gyurkowicz 1929.
- Ferenc Hirzer (1932–1933)
- Fausto dos Santos (1933)
- Fernando Giudicelli (1933)
- Gustav Tögel (1934–1937)
- Vincenzo Ciseri (1930er, Nationalmannschaft 1936)
- Eugen Diebold (1930er, Nationalspieler)
- Alessandro Frigerio (1930er, Nationalspieler ab 1933 / Torschützenkönig der Schweiz für YF 1937 und bei Lugano 1941, 1941)
- Gustav Schlegel (1930er, Nationalmannschaft für YF ab 1935)
- János Gyarmati (1930er)
- Kurt Stettler (1930er)
- Eduard «Edi» Müller (1933–1940, Nationalmannschaft ab 1935)
- Leopold Kielholz (1937–1947, Nationalspieler)
- André Neury (1939–1942)
- Walter «Wädi» Fink (1939–1951, Nationalspieler)
- Gerhard Lusenti (1940er, Nationalspieler)
- Walter Eich (1943–1948, Nationalspieler)
- Edmund Conen (1951–1953)
- Sándor Kocsis (1958)
- Karl Mai (1961)
- Vujadin Boškov (1962–1964)
- Klaus Stürmer (1964–1965)
- Željko Matuš (1965–1969)
- Kurt Grünig (1976–1978)
- Fritz Künzli (1980–1981)
- Jan Berger (1991–1992)

## Trainer
- József Winkler (1933–34, 1935–36, 1952–54)
- Richard Michalke (1937–1939)
- Walter Nausch (1939–1948)
- Robert Kaess (1948–1949)
- Randolph Galloway (1949–1950)
- Edmund Conen (1950–1952)
- Bernd Oles (1955–1957)
- Horst Buhtz (1957–1959)
- Adolf Patek (1961–1963)
- Branislav Sekulić (1964)
- Kurt Zaro (1964–1965)
- Hermann Lindemann (1965–1966)
- Georg Gawliczek (1966–1967, 1968–1969)
- Vujadin Boškov (1967–1968)
- Eckhard Krautzun (1969–1970)
- Alfred Beck (1971–1973)
- Werner Bickelhaupt (1977–1978)